# Günter Blamberger

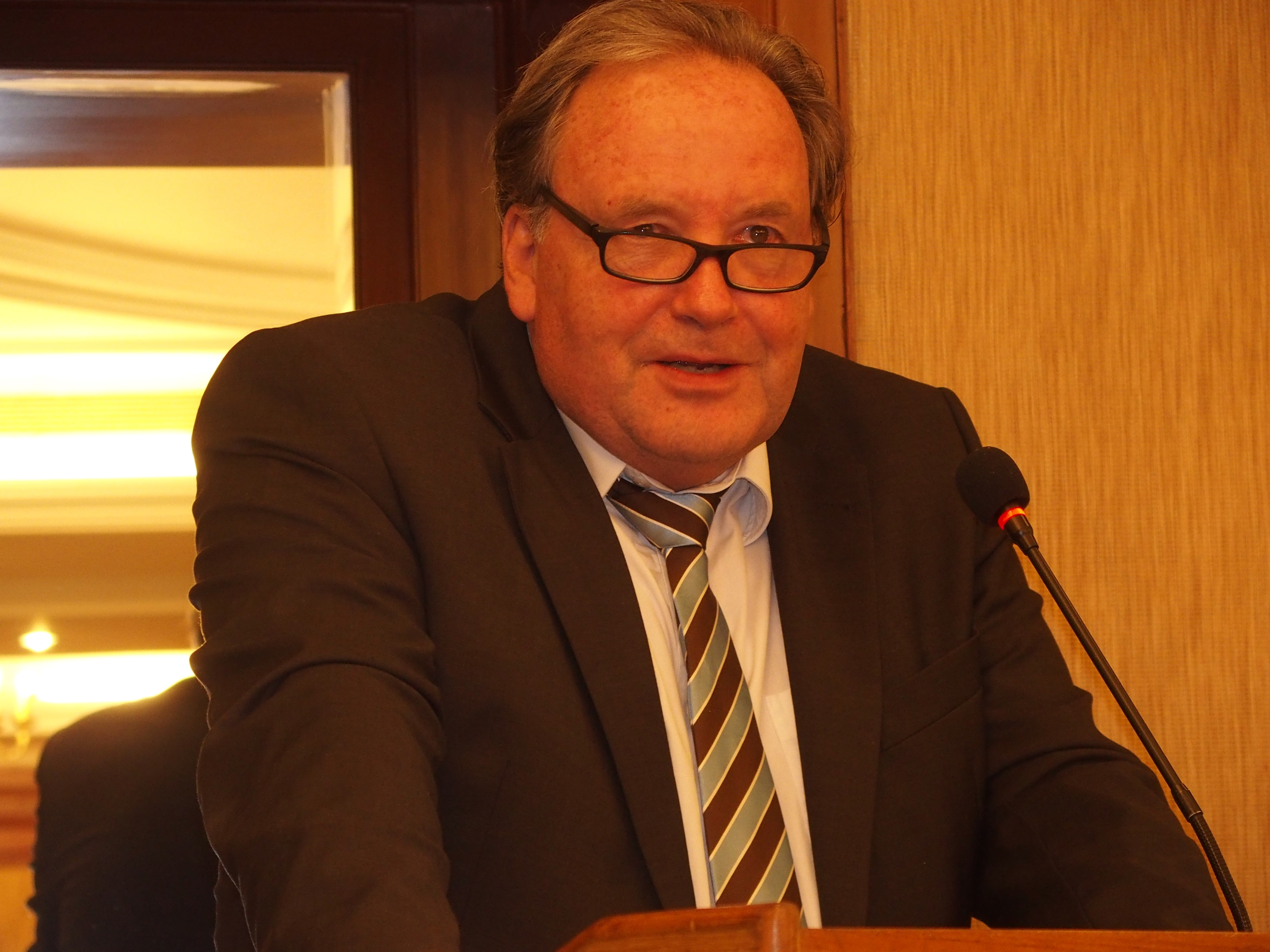
Günter Blamberger im Februar 2014 auf einer Konferenz in Delhi

Günter Blamberger (* 16. Oktober 1951 in Frankfurt am Main) ist ein deutscher Literatur- und Kulturwissenschaftler und Professor für Neuere Deutsche Literatur an der Universität zu Köln. Er wurde bekannt durch seinen Forschungen zu Heinrich von Kleist, als Direktor des Internationalen Wissenschaftskollegs Morphomata sowie als Gründer und Leiter des Festivals für Weltliteratur Poetica in Köln.

## Lebenslauf
Nach einem Staatsexamen für Deutsch, Geographie und Geschichte wurde Günter Blamberger 1977 zunächst wiss. Assistent für Kulturgeographie an der Universität Bayreuth mit einem Forschungsschwerpunkt zur orientalischen Stadt. 1979 wechselte er an das Deutsche Seminar der Universität Erlangen, promovierte hier 1983 mit einer Arbeit zur Poetik des deutschen Gegenwartsromans (mit Fallstudien zu Romanen von Wolfgang Hildesheimer, Heinrich Böll und Günter Grass) und habilitierte sich 1990 mit einer Studie zur Geschichte der Inspirationstheorie zwischen Goethezeit und Moderne (mit Fallstudien zu Künstlernovellen von E.T.A. Hoffmann, Eduard Mörike, Theodor Storm und Thomas Mann). Ab 1992 war er Professor für Neuere deutsche Literaturwissenschaft an der Universität-Gesamthochschule Kassel. 1994 wurde er als Nachfolger Ulrich Sonnemanns Geschäftsführender Direktor des Wissenschaftszentrums II für Kultur-, Medien- und Psychoanalyse an der Universität-Gesamthochschule Kassel. Im April 1995 folgte er einem Ruf auf einen Lehrstuhl für Deutsche Philologie an der Universität zu Köln. Von 1999 bis 2004 leitete er im kulturwissenschaftlichen Forschungskolleg der DFG ‚Medien und kulturelle Kommunikation’ (SFB/FK 427) die Projekte ‚Archäologie der Medientheorie’ (mit Bernhard Dotzler) sowie ‚Lautsprecher: Mediendiskurse und Medienpraxen in der Zeit des Nationalsozialismus’ (mit Cornelia Epping-Jäger).
Zusammen mit dem Archäologen Dietrich Boschung war er von 2009 bis 2021 Direktor des mit Mitteln des Bundesministeriums für Bildung und Forschung eingerichteten Internationalen Kollegs Morphomata an der Universität zu Köln, das als interdisziplinäres Center for Advanced Studies mit Fellows aus aller Welt erforschte, wie Werke der Künste und der Literatur im Wandel der Zeiten und Kulturen Wissen von existentiellen Fragen formen. Blambergers Interesse gilt hier vor allem ästhetischen Ideen des Schöpferischen, des Todes sowie der Erkenntnis bzw. Gestaltung eines biographisch Besonderen. Die Universität zu Köln zeichnete Blamberger im Januar 2016 dafür mit dem Universitätspreis in der Kategorie Forschung aus.
Von 1996 bis 2021 war Blamberger Präsident der Heinrich-von-Kleist-Gesellschaft und verantwortlich für deren internationale Tagungen, für den Kleist-Preis und das Kleist-Jahrbuch. Zum 200. Todestag Kleists 2011 konzipierte und organisierte er im Auftrag und mit Mitteln der Kulturstiftung des Bundes das Kleist-Gedenkjahr. Er kuratierte u. a. die Doppelausstellung zu Kleist im Ephraim-Palais Berlin und im Kleist-Museum Frankfurt (Oder) und besorgte den Katalog zusammen mit dem Szenographen Stefan Iglhaut. Er veröffentlichte außerdem eine umfängliche Kleist-Biographie im S. Fischer Verlag, die Kleist als einen Grenzgänger zwischen Adel und Bürgertum zeigt, als einen enttäuschten Idealisten und Projektemacher, dessen riskantes Denken und Schreiben als eine Enthaltung vom Halt in Krisenzeiten bis heute fasziniert und beunruhigt. Die Biographie wurde von einer Jury des Börsenvereins des deutschen Buchhandels zum Spitzentitel des Jahres 2011 im Bereich geisteswissenschaftlicher Sachbücher gewählt, die FAZ rühmte sie als „die beste Biographie dieser an Kleist-Biographien so reichen Zeit“, in Times Literary Supplement hieß es: „This new biography is certain to remain the definitive Life of Kleist for a generation“.
Neben Kleist, der Kreativitätsforschung, der Literatur- und Kulturgeschichte des Todes, der Theorie und Geschichte ästhetischer Ideen im Kulturvergleich, der Poetik des modernen Romans und der modernen Lyrik gilt Blambergers Interesse seit der Dissertation der Interpretation der Gegenwartsliteratur wie der Theorie und Praxis ihrer Vermittlung. Seit 2015 ist er ordentliches Mitglied der Deutschen Akademie für Sprache und Dichtung. Er war bzw. ist Mitglied zahlreicher Jurys (Kasseler Literaturpreis für grotesken Humor, Heinrich-Böll-Preis, Kleist-Preis u. a.). 2010 installierte er an der Universität zu Köln eine Dozentur für Weltliteratur und berief Daniel Kehlmann, Péter Esterházy, Sibylle Lewitscharoff und Michael Lentz als ‚Literatoren’. 2015 gründete er zusammen mit Heinrich Detering das internationale Literaturfestival Poetica, das jährlich im Januar in Köln Dichter aus aller Welt mit Geisteswissenschaftlern zu wechselnden Themen in öffentlichen Lesungen und Diskussionen zusammenbringt und im Besonderen die Lyrik als marginalisierte Gattung der Weltliteratur in den Blickpunkt rückt. Die Leitung und Moderation hat jeweils ein Kurator; der erste in dieser Funktion war 2015 Michael Krüger.
Das internationale Renommé Blambergers gründet sich auf zahlreiche Einladungen ins Ausland. Er war im Frühjahr 2017 Max-Kade-Critic an der Washington University, St. Louis, im Frühjahr 2016 Fellow am Stanford Humanities Center. Als Gastprofessor und Dozent war er seit 1990 u. a. an folgenden Universitäten: Adelaide, Aix-en-Provence, Buenos Aires, Exeter, Fortaleza, Krakau, London, Liverpool, Manchester, Nottingham, Melbourne, Parma, Paris, Venedig, Wien, Xi’an, Shanghai, Yale und Durham.

## Privat
Günter Blamberger ist verheiratet, Vater zweier Töchter und wohnhaft in Köln und Berlin. Er lebte zeitweise mit Hannelore Elsner zusammen.

## Mitgliedschaften
Günter Blamberger ist Mitglied der deutsch-chinesischen Forschungskooperation „Literaturstraße“, der IVG, er war bzw. ist außerdem tätig für Auswahlkommissionen des DAAD und bei Nominierungen der Alexander-von-Humboldt-Stiftung. Des Weiteren ist er Mitglied der Deutschen Akademie für Fußball-Kultur.

## Auszeichnungen
Am 6. Mai 2019 wurde ihm im Historischen Rathaus Köln von der Kölner Oberbürgermeisterin Henriette Reker im Namen von Bundespräsident Steinmeier das „Verdienstkreuz am Bande“ des Verdienstordens der Bundesrepublik verliehen.

## Publikationen

### Monographien
- Versuch über den deutschen Gegenwartsroman. Krisenbewußtsein und Neubegründung im Zeichen der Melancholie. Metzler, Stuttgart 1985, ISBN 3-476-00584-4.
- Das Geheimnis des Schöpferischen oder: ingenium est ineffabile? Studien zur Literaturgeschichte der Kreativität zwischen Goethezeit und Moderne. Metzler, Stuttgart 1991, ISBN 3-476-00745-6.
- Heinrich von Kleist. Biographie. S. Fischer, Frankfurt am Main 2011, ISBN 978-3-10-007111-8.
  - Englische Übersetzung: Heinrich von Kleist. The Biography. Translated by Sebastian Goth and Kelly Kawar. Brill/Fink, Leiden, Boston, Singapore, Paderborn 2021, ISBN 978-3-7705-6574-0.
- Von der Faszination ästhetischer Ideen und der Macht poetischen Denkens. Brill/Fink, Leiden, Boston, Singapore, Paderborn 2021, ISBN 978-3-7705-6657-0.
  - Englische Übersetzung: Thinking in Literature. On the Fascination and Power of Aesthetic Ideas. Translated by Joel Golb. Brill/Fink, Leiden, Boston, Singapore, Paderborn 2021, ISBN 978-3-7705-6658-7.

### Herausgeberschaft (Auswahl)
- Erzählliteratur der frühen Nachkriegszeit (1945–1952). Hrsg. mit Volker Wehdeking. C.H. Beck, München 1990, ISBN 3-406-34759-2.
- Studien zur Literatur des Frührealismus. Hrsg. mit Manfred Engel, Monika Ritzer. Peter Lang, Frankfurt am Main 1991, ISBN 3-631-43270-4.
- Morphomata – Kulturelle Figurationen: Genese, Dynamik, Medialität. Hrsg. mit Dietrich Boschung. Fink, München 2011, ISBN 978-3-7705-5148-4.
- Kleist-Jahrbuch. Hrsg. mit Klaus Müller-Salget u. a. Metzler, Stuttgart 1998–2019.
- Kleist. Krise und Experiment. Die Doppelausstellung im Kleist-Jahr 2011 Berlin und Frankfurt (Oder). Hrsg. mit Stefan Iglhaut. Kerber, Bielefeld/Leipzig/Berlin 2011, ISBN 978-3-86678-500-7.
- Ökonomie des Opfers. Literatur im Zeichen des Suizids. Hrsg. mit Sebastian Goth. Fink, München 2013, ISBN 978-3-7705-5611-3.
- Möglichkeitsdenken. Utopie und Dystopie in der Gegenwart. Hrsg. mit Martin Roussel, Wilhelm Voßkamp. Fink, München 2013, ISBN 978-3-7705-5554-3.
- Auf schwankendem Grund. Dekadenz und Tod im Venedig der Moderne. Hrsg. mit Sabine Meine, Björn Moll, Klaus Bergdolt. Fink, Paderborn 2014, ISBN 978-3-7705-5612-0.
- Venus as Muse. From Lucretius to Michel Serres. Hrsg. mit Hanjo Berressem, Sebastian Goth. Brill/Rodopi, Leiden, Boston 2015, ISBN 978-90-04-29247-5.
- Sind alle Denker traurig? Fallstudien zum melancholischen Grund des Schöpferischen in Asien und Europa. Hrsg. mit Tanja Klemm, Sidonie Kellerer, Jan Söffner. Fink, Paderborn 2015, ISBN 978-3-7705-5724-0.
- On Creativity. Hrsg. mit Sudhir Kakar. Gurgaon-New Delhi: Viking/Penguin Books India 2015, ISBN 978-0-670-08807-2.
- Imaginations of Death and the Beyond in India and Europe. Hrsg. mit Sudhir Kakar. Springer, Singapore 2018, ISBN 978-981-10-6706-8.
- Vom Umgang mit Fakten. Antworten aus Natur-, Sozial- und Geisteswissenschaften. Hrsg. mit Axel Freimuth, Peter Strohschneider. Fink, Paderborn 2018, ISBN 978-3-7705-6381-4.
- Competing Perspectives. Figures of Image Control. Hrsg. mit Dietrich Boschung. Fink, Paderborn 2019, ISBN 978-3-7705-6490-3.
- Biography – A Play? Poetologische Experimente mit einer Gattung ohne Poetik. Hrsg. mit Rüdiger Görner, Adrian Robanus. Fink, Paderborn 2020, ISBN 978-3-7705-6535-1.